# Volta ao Algarve 2006
La Volta ao Algarve 2006, trentaduesima edizione della corsa, valevole come prova del circuito UCI Europe Tour 2006 categoria 2.1, si svolse in 5 tappe dal 15 al 19 febbraio 2006 per un percorso totale di 891,7 km, con partenza da Albufeira e arrivo ad Alto Do Malhão. Fu vinta dal portoghese João Cabreira della squadra Maia-Milaneza, che si impose in 22 ore 42 minuti netti alla media di 39,28 km/h.
A Alto Do Malhão 94 ciclisti portarono a termine la gara.

## Tappe
| Tappa  | Data        | Percorso                                    | km    | Vincitore di tappa | Leader cl. generale |
| ------ | ----------- | ------------------------------------------- | ----- | ------------------ | ------------------- |
| 1ª     | 15 febbraio | Albufeira > Tavira                          | 162,3 | Marco Zanotti      | Marco Zanotti       |
| 2ª     | 16 febbraio | Vila do Bispo > Lagos                       | 173,5 | Bernhard Eisel     | Marco Zanotti       |
| 3ª     | 17 febbraio | Castro Marim > Faro                         | 198   | Gert Steegmans     | Jeremy Hunt         |
| 4ª     | 18 febbraio | Lagoa > Portimão                            | 174,5 | Gert Steegmans     | Gert Steegmans      |
| 5ª     | 19 febbraio | Vila Real de Santo António > Alto Do Malhão | 183,4 | João Cabreira      | João Cabreira       |
| Totale | Totale      | Totale                                      | 891,7 |                    |                     |

## Squadre e corridori partecipanti
| N.      | Cod. | Squadra                       |
| ------- | ---- | ----------------------------- |
| 1-7     | BAR  | Barloworld                    |
| 11-18   | DSC  | Discovery Channel             |
| 21-28   | DVL  | Davitamon-Lotto               |
| 31-38   | COF  | Cofidis                       |
| 41-48   | FDJ  | Française des Jeux            |
| 51-58   | GST  | Gerolsteiner                  |
| 61-68   | TMO  | T-Mobile Team                 |
| 71-78   | BHL  | Barbot-Halcon                 |
| 81-88   | CAB  | Carvalhelhos-Boavista         |
| 91-98   | DUJ  | Duja-Tavira                   |
| 101-108 | IMO  | Imoholding-Loulé Jardim Hotel |

| N.      | Cod. | Squadra                        |
| ------- | ---- | ------------------------------ |
| 111-118 | LAL  | L.A. Aluminios-Liberty Seguros |
| 121-127 | MAD  | Madeinox-Bric-A.R. Canelas     |
| 131-138 | MAI  | Maia-Milaneza                  |
| 141-147 | PRM  | Paredes Rota Dos Moveis        |
| 151-158 | RBA  | Riberalves-Alcobaca            |
| 161-167 | VIT  | Vitoria-ASC                    |
| 171-178 | JAC  | Chocolade Jacques-Topsport Vl. |
| 181-188 | UNI  | Unibet.com                     |
| 191-198 | RB3  | Rabobank Continental Team      |
| 201-208 | TIA  | Team TIAA-CREF                 |

## Dettagli delle tappe

### 1ª tappa
- 15 febbraio: Albufeira > Tavira – 162,3 km

Risultati
| Pos. | Corridore     | Squadra      | Tempo    |
| ---- | ------------- | ------------ | -------- |
| 1    | Marco Zanotti | Unibet.com   | 3h43'30" |
| 2    | Jeremy Hunt   | Unibet.com   | s.t.     |
| 3    | Markus Zberg  | Gerolsteiner | s.t.     |

| Pos. | Corridore     | Squadra      | Tempo    |
| ---- | ------------- | ------------ | -------- |
| 1    | Marco Zanotti | Unibet.com   | 3h43'20" |
| 2    | Jeremy Hunt   | Unibet.com   | a 4"     |
| 3    | Markus Zberg  | Gerolsteiner | a 6"     |

### 2ª tappa
- 16 febbraio: Vila do Bispo > Lagos – 173,5 km

Risultati
| Pos. | Corridore      | Squadra         | Tempo    |
| ---- | -------------- | --------------- | -------- |
| 1    | Bernhard Eisel | Franc. des Jeux | 4h20'43" |
| 2    | Manuel Cardoso | Carvalhelhos    | s.t.     |
| 3    | Niko Eeckhout  | Chocolade Jac.  | s.t.     |

| Pos. | Corridore      | Squadra         | Tempo    |
| ---- | -------------- | --------------- | -------- |
| 1    | Marco Zanotti  | Unibet.com      | 8h04'03" |
| 2    | Bernhard Eisel | Franc. des Jeux | s.t.     |
| 3    | Manuel Cardoso | Carvalhelhos    | a 2"     |

### 3ª tappa
- 17 febbraio: Castro Marim > Faro – 198 km

Risultati
| Pos. | Corridore      | Squadra      | Tempo    |
| ---- | -------------- | ------------ | -------- |
| 1    | Gert Steegmans | Davitamon    | 4h55'34" |
| 2    | Jeremy Hunt    | Unibet.com   | s.t.     |
| 3    | Markus Zberg   | Gerolsteiner | s.t.     |

| Pos. | Corridore      | Squadra    | Tempo     |
| ---- | -------------- | ---------- | --------- |
| 1    | Jeremy Hunt    | Unibet.com | 12h59'35" |
| 2    | Gert Steegmans | Davitamon  | a 2"      |
| 3    | Hugo Sabido    | Barloworld | a 3"      |

### 4ª tappa
- 18 febbraio: Lagoa > Portimão – 174,5 km

Risultati
| Pos. | Corridore      | Squadra       | Tempo    |
| ---- | -------------- | ------------- | -------- |
| 1    | Gert Steegmans | Davitamon     | 4h39'26" |
| 2    | Robert Förster | Gerolsteiner  | s.t.     |
| 3    | Thomas Ziegler | T-Mobile Team | s.t.     |

| Pos. | Corridore      | Squadra    | Tempo     |
| ---- | -------------- | ---------- | --------- |
| 1    | Gert Steegmans | Davitamon  | 17h38'53" |
| 2    | Jeremy Hunt    | Unibet.com | a 8"      |
| 3    | Hugo Sabido    | Barloworld | a 11"     |

### 5ª tappa
- 19 febbraio: Vila Real de Santo António > Alto Do Malhão – 183,4 km

Risultati
| Pos. | Corridore     | Squadra       | Tempo    |
| ---- | ------------- | ------------- | -------- |
| 1    | João Cabreira | Maia-Milaneza | 5h02'57" |
| 2    | Robert Gesink | Rabobank C.T. | a 7"     |
| 3    | André Moreira | Madeinox      | a 21"    |

| Pos. | Corridore      | Squadra       | Tempo     |
| ---- | -------------- | ------------- | --------- |
| 1    | João Cabreira  | Maia-Milaneza | 22'42'00" |
| 2    | Gert Steegmans | Davitamon     | a 10"     |
| 3    | Robert Gesink  | Rabobank C.T. | a 11"     |

## Evoluzione delle classifiche
| Tappa              | Vincitore          | Classifica generale | Classifica scalatori | Classifica a punti | Classifica sprint | Classifica a squadre |
| ------------------ | ------------------ | ------------------- | -------------------- | ------------------ | ----------------- | -------------------- |
| 1ª                 | Marco Zanotti      | Marco Zanotti       | Patrik Sinkewitz     | Marco Zanotti      | Christophe Mengin | Unibet.com           |
| 2ª                 | Bernhard Eisel     | Marco Zanotti       | Jussi Veikkanen      | Marco Zanotti      | Maarten Wynants   | Unibet.com           |
| 3ª                 | Gert Steegmans     | Jeremy Hunt         | Jussi Veikkanen      | Jeremy Hunt        | Hugo Sabido       | Gerolsteiner         |
| 4ª                 | Gert Steegmans     | Gert Steegmans      | Gustavo Rodriguez    | Gert Steegmans     | Hugo Sabido       | Gerolsteiner         |
| 5ª                 | João Cabreira      | João Cabreira       | Gustavo Rodriguez    | Gert Steegmans     | Hugo Sabido       | Maia-Milaneza        |
| Classifiche finali | Classifiche finali | João Cabreira       | Gustavo Rodriguez    | Gert Steegmans     | Hugo Sabido       | Maia-Milaneza        |

## Classifiche finali

### Classifica generale
| Pos. | Corridore         | Squadra         | Tempo     |
| ---- | ----------------- | --------------- | --------- |
| 1    | João Cabreira     | Maia-Milaneza   | 22h42'00" |
| 2    | Gert Steegmans    | Davitamon-Lotto | a 10"     |
| 3    | Robert Gesink     | Rabobank        | a 11"     |
| 4    | André Moreira     | Madeinox        | a 27"     |
| 5    | Thomas Ziegler    | T-Mobile Team   | a 29"     |
| 6    | Davide Rebellin   | Gerolsteiner    | a 31"     |
| 7    | Héctor Guerra     | L.A. Aluminios  | a 33"     |
| 8    | Celestino Pinho   | Barbot-Halcon   | s.t.      |
| 9    | André Cardoso     | Paredes         | s.t.      |
| 10   | José Luis Rubiera | Discovery       | s.t.      |

### Classifica a punti
| Pos. | Corridore      | Squadra       | Punti |
| ---- | -------------- | ------------- | ----- |
| 1    | Gert Steegmans | Davitamon     | 69    |
| 2    | Markus Zberg   | Gerolsteiner  | 45    |
| 3    | Jeremy Hunt    | Unibet.com    | 40    |
| 4    | João Cabreira  | Maia-Milaneza | 25    |
| 5    | Pedro Soeiro   | Riberalves    | 21    |

### Classifica scalatori
| Pos. | Corridore               | Squadra         | Punti |
| ---- | ----------------------- | --------------- | ----- |
| 1    | Gustavo Rodríguez       | Barbot-Halcon   | 19    |
| 2    | Jussi Veikkanen         | Franc. des Jeux | 11    |
| 3    | João Cabreira           | Maia-Milaneza   | 10    |
| 4    | Marco Serpellini        | Unibet.com      | 10    |
| 5    | Pedro Fernández Hermida | Imoholding      | 9     |

### Classifica sprint
| Pos. | Corridore               | Squadra        | Punti |
| ---- | ----------------------- | -------------- | ----- |
| 1    | Hugo Sabido             | Barloworld     | 11    |
| 2    | Pedro Fernández Hermida | Imoholding     | 6     |
| 3    | Maarten Wynants         | Chocolade Jac. | 4     |
| 4    | Pedro Lopes             | L.A. Aluminios | 4     |
| 5    | Gustavo Rodríguez       | Barbot-Halcon  | 4     |

### Classifica a squadre
| Pos. | Squadra                            | Tempo     |
| ---- | ---------------------------------- | --------- |
| 1    | Maia-Milaneza                      | 68h07'32" |
| 2    | Rabobank                           | a 26"     |
| 3    | Discovery Channel Pro Cycling Team | a 50"     |
| 4    | T-Mobile Team                      | a 1'02"   |
| 5    | L.A. Aluminios-Liberty Seguros     | a 1'35"   |